# Prevo

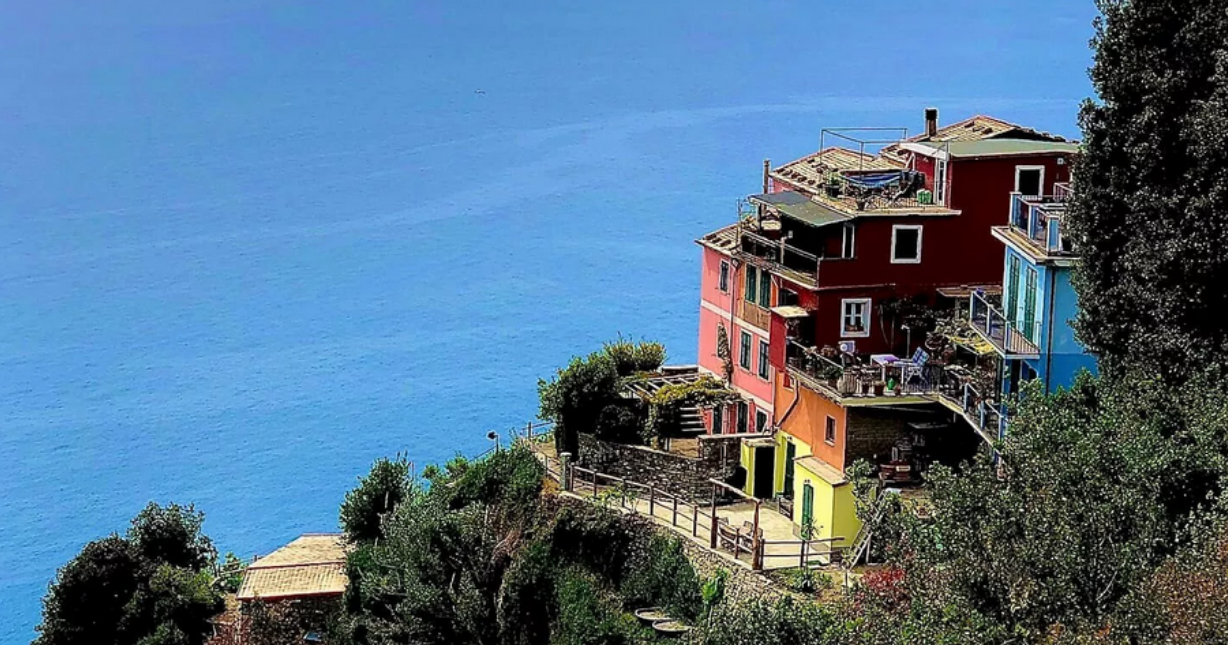
Prevo - Vernazza Parco Nazionale delle Cinque Terre

Prevo è una frazione del comune italiano di Vernazza, nella provincia della Spezia, in Liguria.

## Geografia fisica
Il borgo è situato all'interno del parco nazionale delle Cinque Terre, nel punto più alto del cosiddetto "Sentiero Azzurro", a 208 metri d'altitudine, esattamente a metà strada fra Corniglia e Vernazza. Prevo costituisce un punto di osservazione da cui è possibile scorgere l'isola d'Elba, l'isola di Gorgona, la Capraia e il capo Corso (Corsica).

## Storia
La frazione fu edificata nei primi anni del XVIII secolo da alcune famiglie di pastori che arrivarono dalle montagne dell'entroterra per trascorrervi l'inverno, transumando le greggi. Costoro avevano valutato che la zona era tra le più calde delle Cinque Terre,  compresa la conca che discende da Prevo verso la sottostante spiaggia di Guvano.  
Fino al 2001 il borgo era abitato stabilmente da una famiglia mentre in seguito, pur essendo attraversata da oltre un milione di turisti ogni anno per via della sua strategica posizione sul Sentiero Azzurro, è quasi disabitato (resta un solo abitante stabile).
Da alcuni anni è stato aperto il punto vendita diretto dell'Azienda Agricola Sentiero Azzurro, in cui è possibile fare una sosta rinfrescante.